# Turniej o Srebrną Ostrogę Ilustrowanego Kuriera Polskiego 1966
VIII turniej Srebrnej Ostrogi IKP – ósma odsłona zawodów żużlowych, w których zawodnicy ścigali się o nagrodę przechodnią zwaną "Srebrną Ostrogą". Turniej odbył się 16 października 1966. Zwyciężył po raz drugi Marian Rose.

## Wyniki
źródło
- 16 października 1966, Stadion Stali Toruń

| Msc. | Zawodnik             | Klub                     | Pkt |         |  |
| ---- | -------------------- | ------------------------ | --- | ------- |  |
| 1    | Marian Rose          | Stal Toruń               | 12  | 3,3,3,3 |  |
| 2    | Janusz Kościelak     | Stal Toruń               | 11  | b.d.    |  |
| 3    | Rajmund Świtała      | Polonia Bydgoszcz        | 10  | b.d.    |  |
| 4    | Mieczysław Mendyka   | Zgrzeblarki Zielona Góra | 7   | b.d.    |  |
| 5    | Bogdan Krzyżaniak    | Polonia Piła             | 7   | b.d.    |  |
| 6    | Bogdan Szuluk        | Stal Toruń               | 6   | b.d.    |  |
| 7    | Stanisław Bauta      | Stal Toruń               | 5   | b.d.    |  |
| 8    | Bogdan Kowalski      | Stal Toruń               | 5   | b.d.    |  |
| 9    | Ludwik Jaskulski     | Zgrzeblarki Zielona Góra | 5   | b.d.    |  |
| 10   | Włodzimierz Sumiński | Polonia Piła             | 4   | b.d.    |  |
| 11   | Norbert Świtała      | Polonia Bydgoszcz        | 3   | b.d.    |  |
| 12   | Wiesław Rutkowski    | Polonia Piła             | 3   | b.d.    |  |
| 13   | Zenon Nowak          | Zgrzeblarki Zielona Góra | 1   | b.d.    |  |
| 14   | Jan Ząbik            | Stal Toruń               | 0   | b.d.    |  |